# Дитятковское товарищество писчебумажных фабрик
Дитятковское товарищество писчебумажных фабрик — одна из крупных писчебумажных компаний Российской империи.

## История
Товарищество было учреждено в Киеве 22 февраля 1873 года с основным капиталом 1,8 млн рублей, выпустив 360 именных паёв по 5000 рублей. Паи были введены в котировки Киевской биржи.
Учредителями товарищества и членами его правления стали Б. Б. Вейссе, К. А. Ротермунд и Н. Г. Хряков. Правление располагалось в Киеве на улице Прорезной, 17.
Фабрики Дитятковского товарищества писчебумажных фабрик работали во многих городах Российской империи. Склады товарищества находились в Киеве, Одессе, Кременчуге, Екатеринославе, Харькове, Севастополе, Ростове-на-Дону, Тифлисе, Баку.

Реклама Дитятковского товарищества
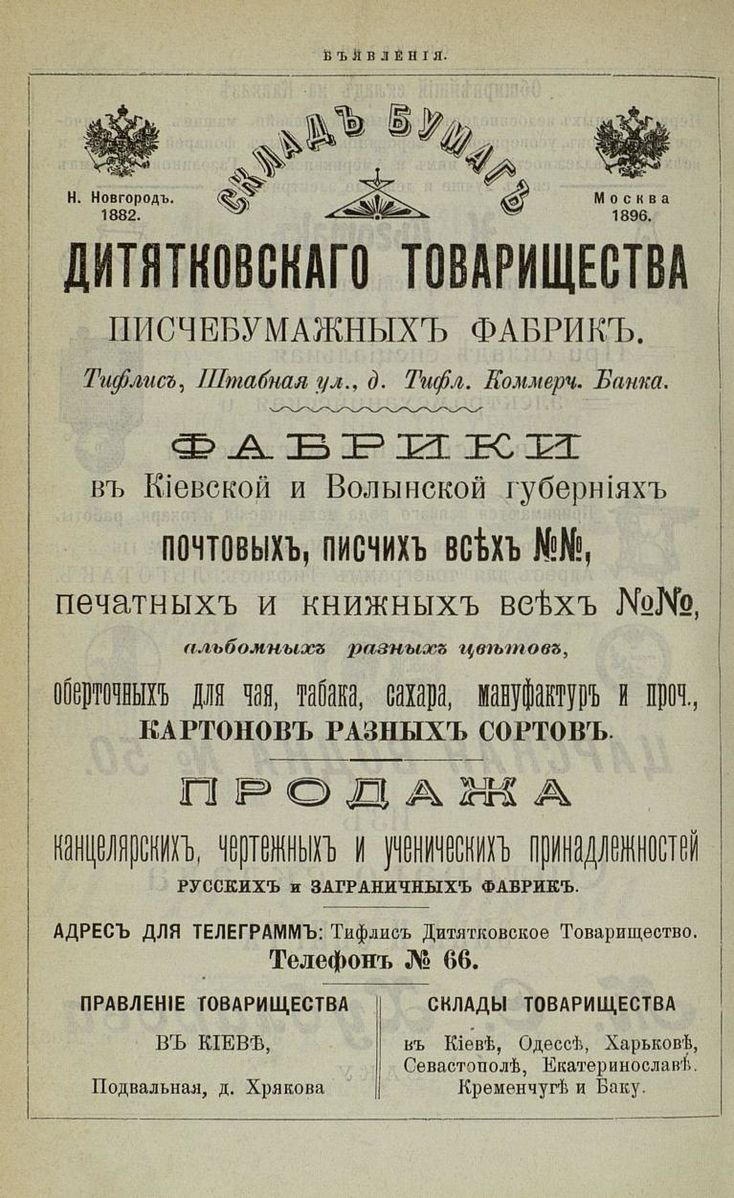
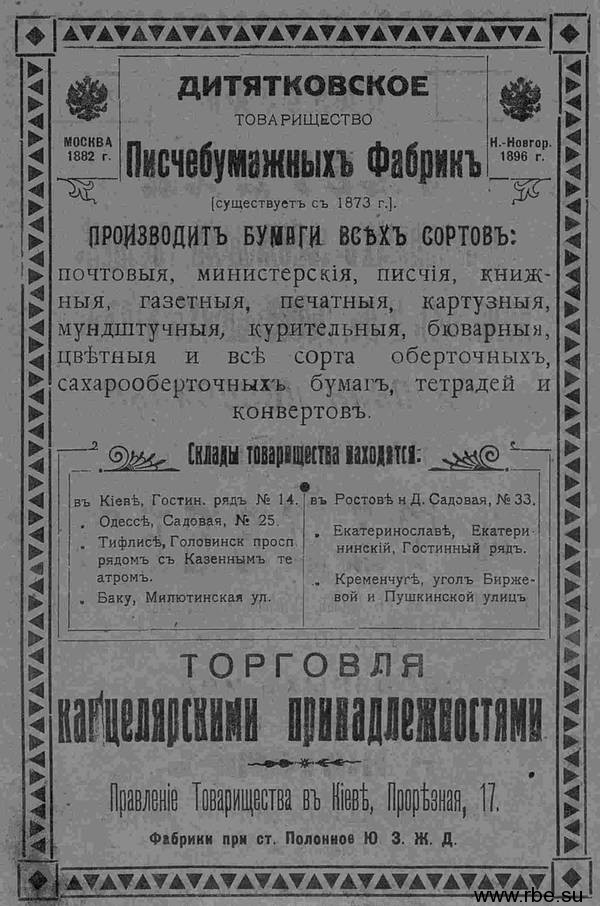
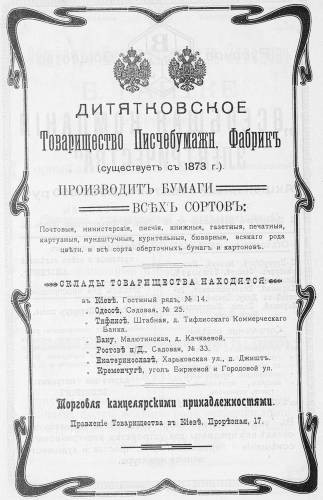